# Опатія
Опа́тія (хорв. Opatija хорватська: [opǎtija]; італ. Abbazia; нім. Sankt Jakobi) — курортне місто в Хорватії, на північному сході півострова Істрія, на березі затоки Кварнер Адріатичного моря. Населення власне міста — 5 701 осіб, муніципалітету — 10 619
осіб (2021).
Опатія примикає з заходу до Рієки. Відстань по автодорогах до Пули — 82 км, до італійського Трієста — 90 км.
Попри те, що географічно Опатія розташована на півострові Істрія, адміністративно вона належить до Приморсько-Ґоранської жупанії.

## Назва
Назва міста походить від слова «абатство» (хорв. Opatija, італ. Abbazia). Ім'я місту дало старовинне абатство Сан-Джакомо-делла-Прилуча, пізніше переобладнана на віллу.

## Курорт
Опатія є дуже популярним курортом. М'який клімат, гарні краєвиди, лаврові ліси навколо міста приваблюють сюди велику кількість туристів.
Ця ділянка істрійського узбережжя ще з венеційських часів була улюбленим місцем для відпочинку знаті. Піку популярності ця місцина досягла в австро-угорську добу (Істрія була віддана Австро-Угорщині після падіння Венеційської республіки в 1797 році). 1889 року імператор Франц-Йосиф офіційно проголосив Опатію курортом, єдиним на той час в Австро-Угорщині. Перший готель у місті — «Кварнер» — побудований 1884 року.
Численні готелі і вілли кінця XIX — початку XX століття в теперішній час відреставровані і надають місту особливого шарму.

## Населення
Населення громади за даними перепису 2011 року становило 11 659 осіб, 3 з яких назвали рідною українську мову. Населення самого міста становило 6657 осіб.
Динаміка чисельності населення громади:
Динаміка чисельності населення міста:

## Населені пункти
Крім міста Опатія, до громади також входять:
- Добреч
- Ічичі
- Іка
- Оприч
- Побри
- Поляне
- Вела Уцька
- Вепринаць

## Клімат
Середня річна температура становить 13,49°C, середня максимальна – 25,25°C, а середня мінімальна – 1,65°C. Середня річна кількість опадів – 1322 мм.
| Клімат міста                                  | Клімат міста | Клімат міста | Клімат міста | Клімат міста | Клімат міста | Клімат міста | Клімат міста | Клімат міста | Клімат міста | Клімат міста | Клімат міста | Клімат міста | Клімат міста |
| Показник                                      | Січ.         | Лют.         | Бер.         | Квіт.        | Трав.        | Черв.        | Лип.         | Серп.        | Вер.         | Жовт.        | Лист.        | Груд.        |              |
| Середній максимум, °C                         | 9,95         | 10,25        | 12,55        | 16,20        | 20,60        | 24,60        | 25,25        | 24,60        | 20,50        | 16,75        | 12,40        | 9,60         |              |
| Середня температура, °C                       | 5,85         | 6,10         | 8,40         | 12,00        | 16,45        | 20,40        | 22,45        | 21,90        | 17,80        | 14,00        | 9,70         | 6,80         |              |
| Середній мінімум, °C                          | 1,65         | 1,90         | 4,20         | 7,85         | 12,25        | 16,25        | 19,75        | 19,20        | 15,05        | 11,25        | 6,95         | 4,10         |              |
| Норма опадів, мм                              | 110          | 86           | 99           | 102          | 88           | 101          | 64           | 92           | 126          | 162          | 158          | 134          |              |
| Середньомісячна швидкість вітру, м/с          | 2.75         | 2.95         | 2.95         | 2.80         | 2.55         | 2.45         | 2.45         | 2.45         | 2.55         | 2.75         | 3.00         | 2.95         |              |
| Середньомісячна сонячна радіація, кДж/м²·день | 4374         | 7212         | 10366        | 14878        | 19082        | 20842        | 21846        | 18836        | 13840        | 8872         | 4822         | 3676         |              |
| --------------------------------------------- | ------------ | ------------ | ------------ | ------------ | ------------ | ------------ | ------------ | ------------ | ------------ | ------------ | ------------ | ------------ | ------------ |
| Джерело:                                      |              |              |              |              |              |              |              |              |              |              |              |              |              |

## Пам'ятки
- Вілла Аньйоліна — шикарна вілла, побудована в 1844 році.
- Опатійський лунгомар — прибережний маршрут завдовжки 12 км з гарними видами. З XIX століття він був популярним серед відпочивальників-аристократів.
- Церква Благовіщення — в неороманському стилі. Побудована в 1906 році.
- Церква св. Якова — побудована на фундаменті бенедиктинського монастиря XV століття.
- Статуя «Дівчина з чайкою» — встановлена на березі моря в 1956 році, відтоді є одним з найупізнаваніших символів міста.

## Відомі люди

### Народився
- винахідник валіуму Лео Штернбах (1908–2005).

### Помер
- Теодор Більрот (1829–1894).

### Відпочивали
- австрійський композитор і диригент Густав Малер (1860–1911), один з найбільших симфоністів кінця XIX — початку ХХ ст.ст.,
- Еріх Марія Ремарк (1898-1970), один з найвідоміших німецьких письменників XX століття.

## Міста-побратими
Опатія має побратимські відносини з:
- Італія — Кастель-Сан-П'єтро-Терме;
- Словенія — Ілірська Бистриця (Ilirska Bistrica);
- Угорщина — Балатонфюред;
- Італія — Карманьйола;
- Австрія — Бад-Ішль.

## Галерея

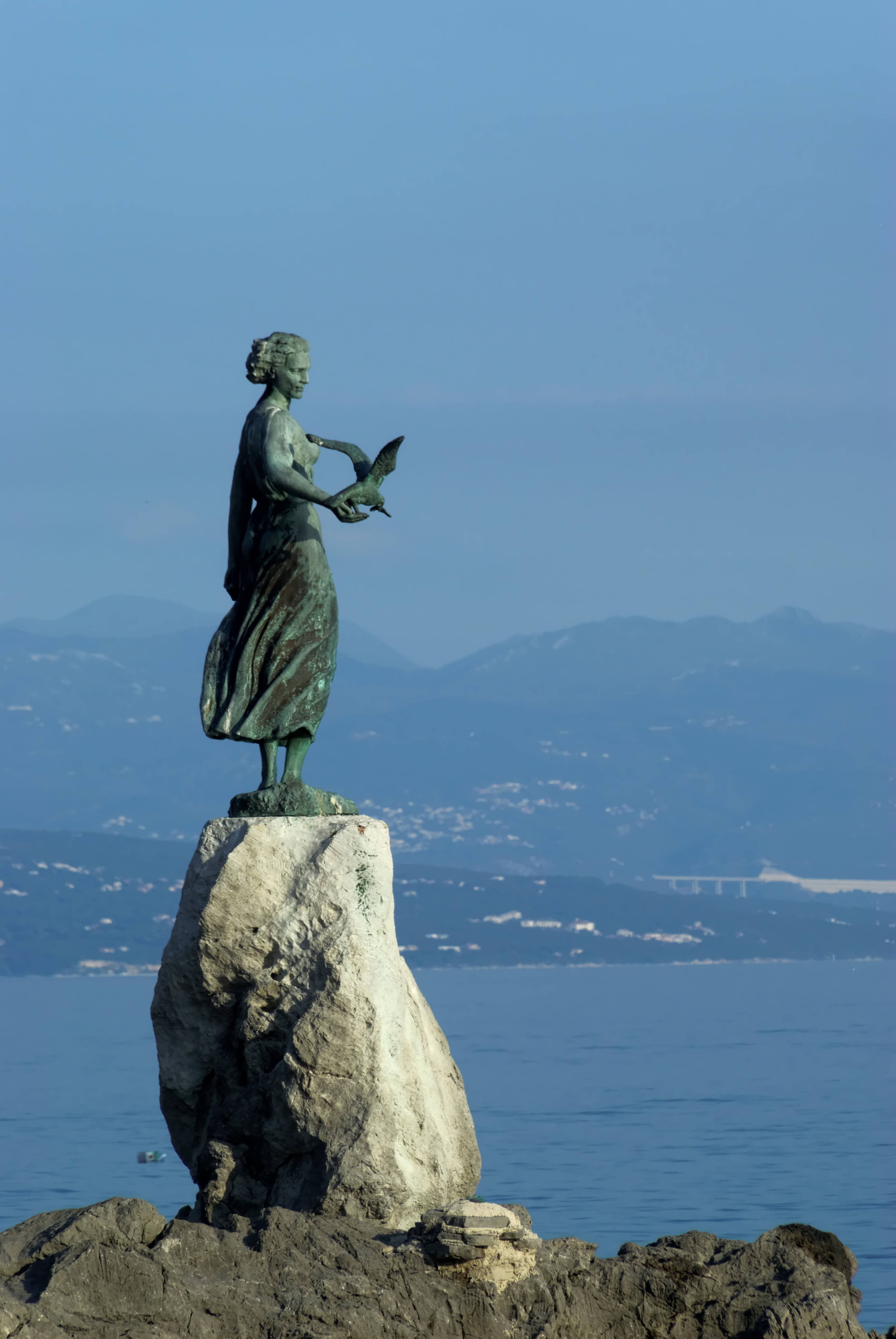
«Дівчина з чайкою»
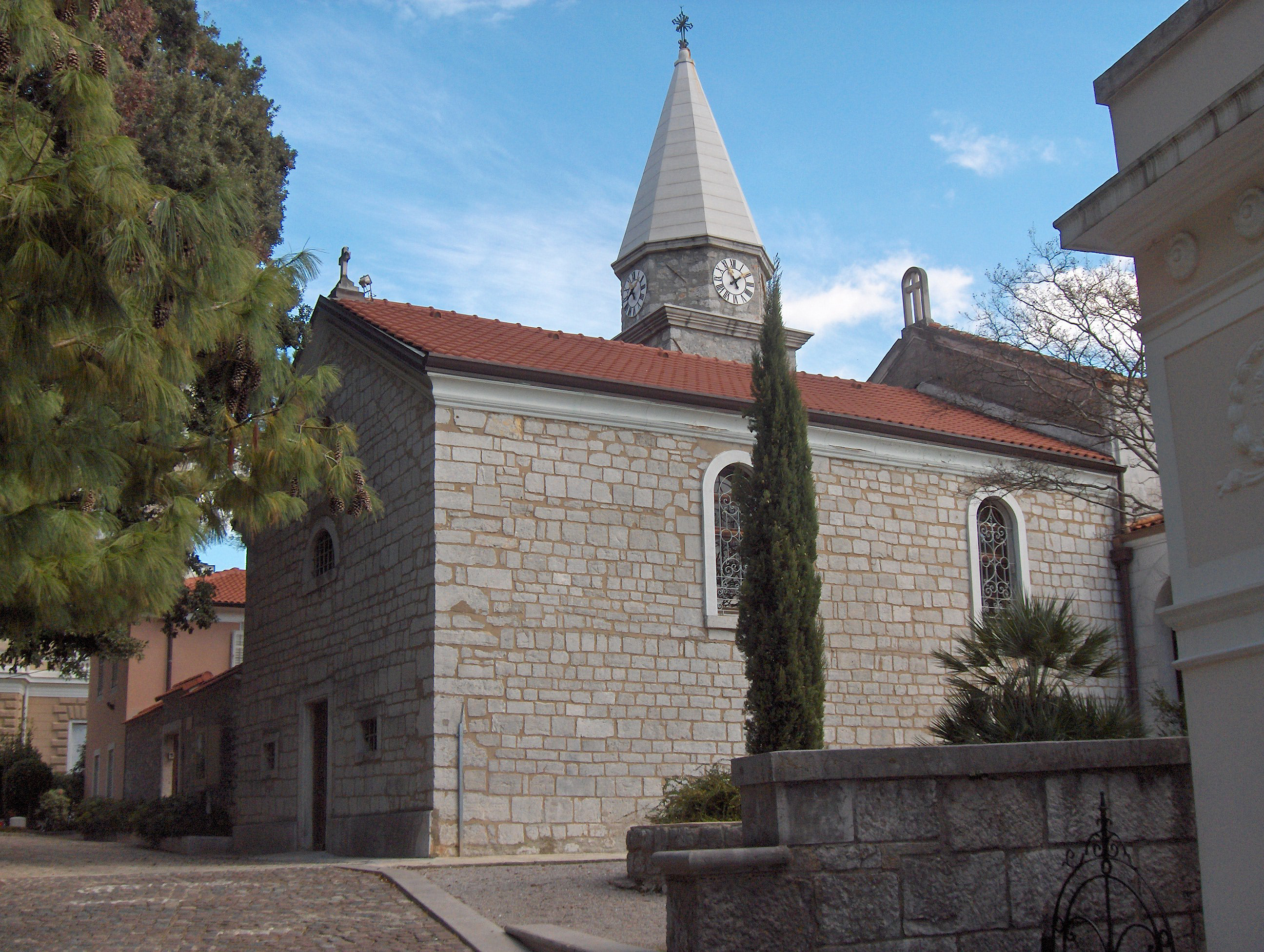
Церква св. Якова
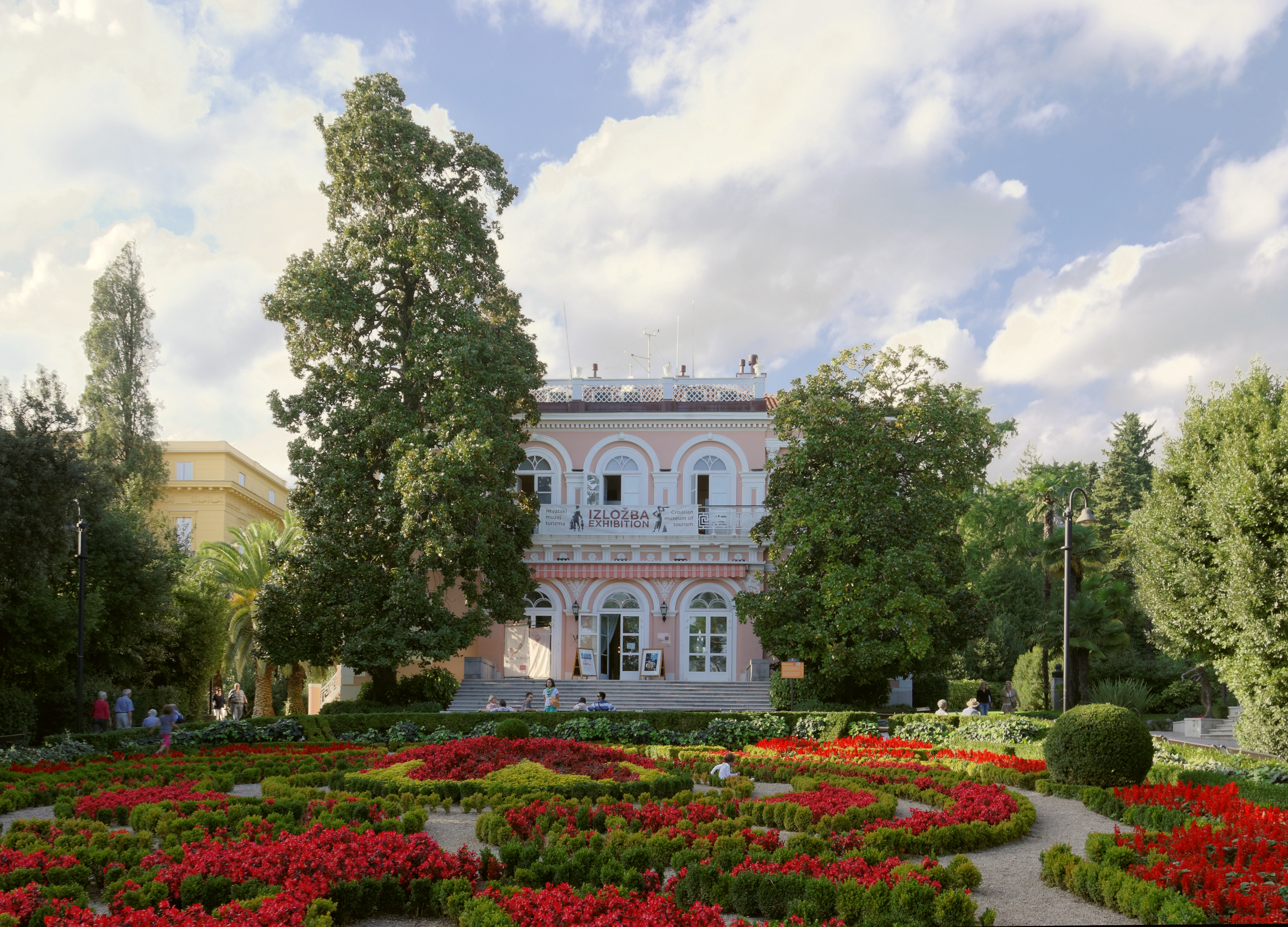
Вілла Аньйоліна (Angiolina)
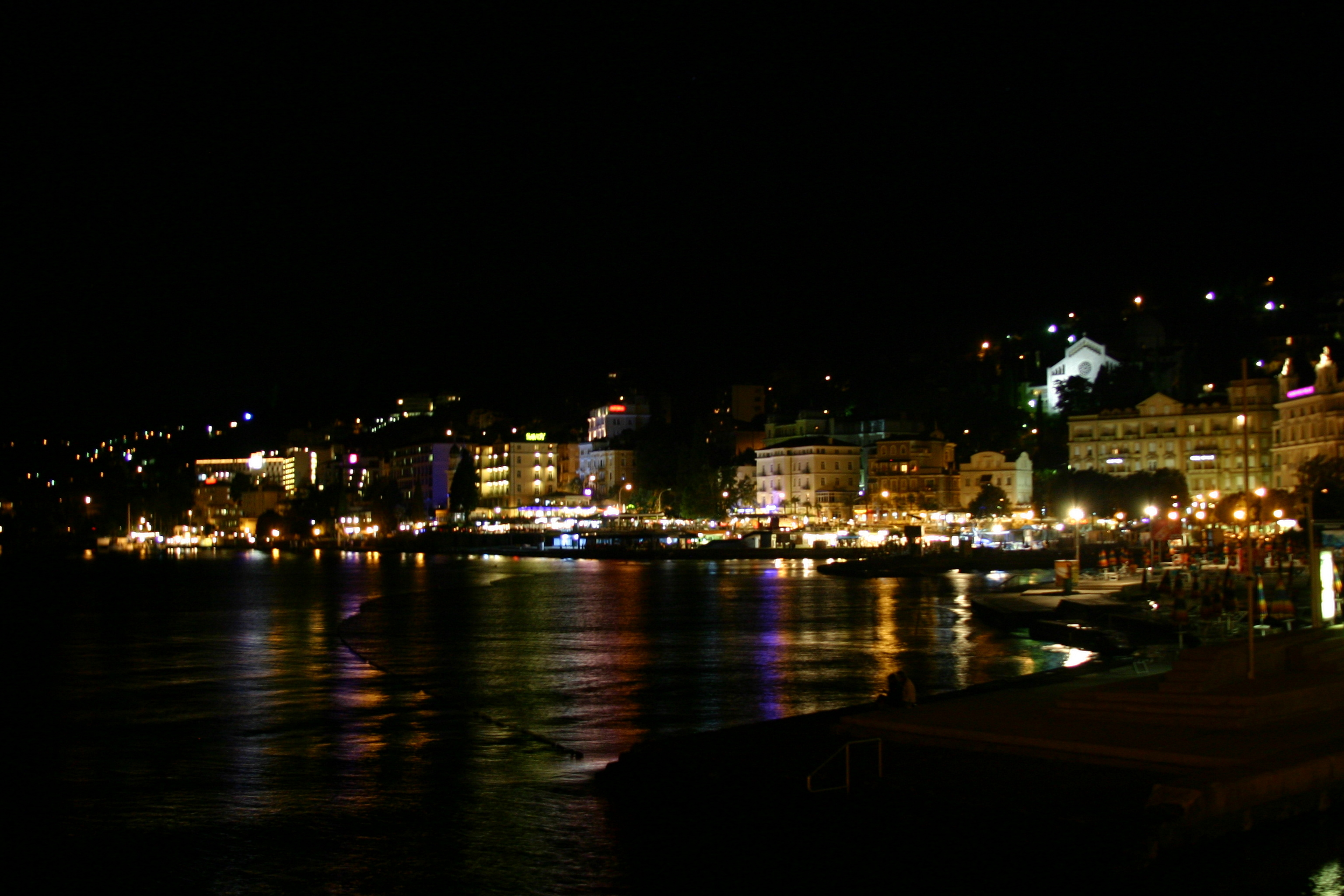
Набережна Опатії у нічний час